# ニューロナビゲータ
ニューロナビゲータは、コンピュータ支援外科装置の草分け的存在。脳神経外科の手術の支援のため、1986年、日本の脳神経外科医渡辺英寿により開発された。瑞穂医科工業が製品版の開発・販売を行っている。
手術の操作をしている部位の3次元的位置をリアルタイムに計測し、これを術前に撮影したCTやMRIの画像の上に重畳表示する事で、見通しの悪い頭蓋内を手術する場合等にオリエンテーションを失って間違った方向に進み、不要な脳損傷を防ぐために活用されている。カーナビゲーターになぞらえてニューロナビゲータと呼ばれている。人間の3次元感覚は経験によって向上してゆくものであるが、本装置を使用することにより、コンピュータ計測の助けを借りると、初心者でも容易に目標に到達できることから、手術の安全性、確実性に貢献するとの認識で急速に広まった。現在では、脳神経外科に留まらず、頭頸部外科、整形外科領域でも応用が進んでいる。最近では、術中にMRIを撮影し、画像情報も更新しつつナビゲーションを行なう方法も考案されている。3次元計測の方法としては、初期には機械式アーム方式や超音波の到達時間を数カ所で測定して３次元位置を求める超音波方式などが使用されたが、現在は複数のカメラで光点を計測する光学式が主体である。傾斜磁場を応用した磁場式も簡便な方法として用いられることもある。
近年では急速に発展する拡張現実技術(augmented reality)を利用したARナビゲータ（TVN）も開発が進められている。
2009年度より、MRIやCT,手術顕微鏡などとともに日本脳神経外科学会の専門医訓練施設の必須設備に指定された。